# أسلمة المعرفة
استخدمت عبارة «أسلمة المعرفة» في الفلسفة الإسلامية المعاصرة منذ أواخر القرن العشرين للإشارة إلى تحويل المعرفة من منهجٍ ما إلى منهجٍ موافق للشريعة الإسلامية، وتحديداً البحث عن طريقة لتبني المنهج العلمي بطريقة تتفق مع المعايير الأخلاقية الإسلامية.

## التاريخ
استخدم مصطلح «أسلمة المعرفة» لأول مرة من قبل الباحث الماليزي سيد محمد نقيب العطاس في كتابه «الإسلام والعلمانية» (ردمك 983-99628-6-8) الذي نشر عام 1978.
كما اقترحه الفيلسوف الفلسطيني إسماعيل الفاروقي، عام 1982، رداً على ما أسماه «معاناة الأمة». وقال إنه باستخدام الأدوات والمفاهيم وأساليب التحليل الغربية بالكامل أحدث انفصال بين الواقع البيئي والاجتماعي للدول الإسلامية، وكذلك، وهو الأسوأ، عجز عن احترام الأخلاقية الإسلامية. في رأيه، كانت المصادمات بين العلماء التقليديين والإصلاحيين الذين يسعون إلى إحياء المجتمع المسلم من خلال فئات العلمية والمهنية الحديثة، لا بد من وضع قيود أخلاقية قوية تنطبق على أساليب الفلسفة الإسلامية المبكرة. لذلك اقترح إحياء تلك الأساليب واستعادة الاجتهاد ودمج المنهج العلمي ضمن الحدود الإسلامية.
من الأمثلة المهمة على حركة أسلمة المعرفة، ما يقوم به المعهد الدولي للفكر الإسلامي، ومقره في ولاية فرجينيا الأمريكية ويرتبط ارتباطًا وثيقًا بالإخوان المسلمين. إلى جانب عمله الأكاديمي، أثار المعهد الجدل بسبب صلاته بالجماعات الإرهابية.
إن مجموعة المعرفة الحديثة التي تم «إسلمتها» على هذا النحو لن تسبب الإزعاج للتقليديين، لأنها ستضع الأخلاقيات في موقع متقدم عن المعرفة أو الفضول أو السلطة، وستقلص الأنشطة العلمية أو المهنية التي تسيء إلى تلك الأخلاق. ومع ذلك، إذا وجد مجالا واسعًا ومتكاملًا بدرجة كافية لدعم الاستقصاء في جميع المجالات الحيوية بما في ذلك الطب والزراعة والبيئة والتكنولوجيا، فسوف يوفر فرصة كبيرة لطبقة مهنية حديثة تقوم بتحرير المجتمعات المسلمة عقلياً واقتصاديًا. لذلك، عليهم التحالف مع العلماء وليس قتالهم.
توفي الفاروقي في عام 1986، لكن كان لبرنامجه تأثير عميق، وخاصة على الاقتصاد الإسلامي، الذي يعمل في ظل هياكل رأسمالية عمالية تشاركية تقليدية، ويدعم سيطرة المجتمع بشكل أقوى على الأرض (كما في الممارسات التقليدية لل للحرام الحمى، أي ما يعادل قوانين حماية مستجمعات المياه الحديثة وقواعد محمية البرية). هذه الممارسات كانت بالفعل في طريقها إلى الانتعاش قبل عمل الفاروقي. لا تزال البنوك الإسلامية قوة صغيرة نسبياً في التمويل العالمي.
هناك أيضا مناقشات حول العلوم الإسلامية وماذا يعني القيام بالعلوم بطريقة تعكس التعاليم الأخلاقية للإسلام، وتقبل التوجيه من الإجماع على أولويات مثل هذا الأبحاث.
لا يزال تحليل الفاروقي، الذي يطلق عليه «أسلمة المعرفة: المبادئ العامة وخطة العمل»، هو المصدر الرئيسي لهكذا برامج. يعتقد البعض أن عمل حسين نصر على التطابق بين الإسلام الكلاسيكي وحركة البيئة الحديثة هو أمر أكثر جوهري، واقتراح أوجه تشابه بين القيود الأخلاقية التي يسعى النشطاء العلمانيون إلى وضعها على العلم والتكنولوجيا، والقيود الأخلاقية التي يفرضها الإسلام على الفلسفة والسياسة. عندئذ يتقارب علم البيئة الإسلامية مع الاقتصاد ويضع الركائز الإسلامية في شكل من أشكال الاقتصاد البيئي، مع دعم السلطة الدينية للتنمية المستدامة. ستكون هذه خطوة أولى هامة نحو برنامج الفاروقي الشامل.

## نقد ونقاش
يناقش النقاد بأن هناك اختلافات كبيرة بين نوع الأخلاق التي يتم تطبيقها في الحركة العمالية الحديثة أو حركة مناهضة العولمة، على سبيل المثال، وتلك التي سيتم تطبيقها من قبل أي مؤمن في التفسير الحرفي للقرآن. وبالتالي، فإن أي تعاون بين المصلحين الأخلاقيين الحديثين والذين يسعون للحصول على إرشادات من الإسلام الكلاسيكي سيكون فاشلا منذ البداية.
ومع ذلك، هناك مناقشات حول النسوية الإسلامية وأخلاقيات التكنولوجيا حيث المخاوف العلمية (مثل الغرور، والنزعة الاستهلاكية، والتنافس على الاهتمام، والتطور الفنى، والتكنولوجيات الهاربة) غالباً ما تكرر اختصاصات النقد الكلاسيكي:
تم دمج اللاهوت الكاثوليكي بشكل جيد مع المعرفة العلمية من وقت الأكويني وحتى وقت غاليليو، وكان هذا أيضًا برنامجًا متعمدًا. يشير النقاد إلى أن هذا يوضح أيضًا عدم جدوى محاولة منع البحث العلمي مع الإشارة إلى أي أصول دينية.
في الأزمنة الحديثة، دعا البابا يوحنا بولس الثاني في بعض الأحيان إلى كبح العلوم للعمل بشكل صارم ضمن إطار أخلاقي مسيحي، واحترام الحدود بين ما يعرف بالإيمان مقابل العقل في منشوراته الباباوية «الإيمان والعقل (Fides et Ratio)» و «إنجيل الحياة» فيما يبدو أنه يتطابق مع بعض النقاط المشتركة مع الفاروقي، ويطالب بالمثل بحدود أخلاقية قوية وتقليص الفضول أو «المعرفة من أجل المعرفة».

## روابط خارجية
- أسلمة العلم أو تهميش الإسلام: مواقف السيد حسين نصر وضياء الدين سردار
- أسلمة العلوم الاجتماعية
- الإسلام الليبرالي والتقدمي من صفحة الموارد الإسلامية لألن جودلاس بجامعة جورجيا
- الإسلام والمعرفة: مفهوم الفاروقي للدين في الفكر الإسلامي بقلم امتياز يوسف (محرر)